# María Montez

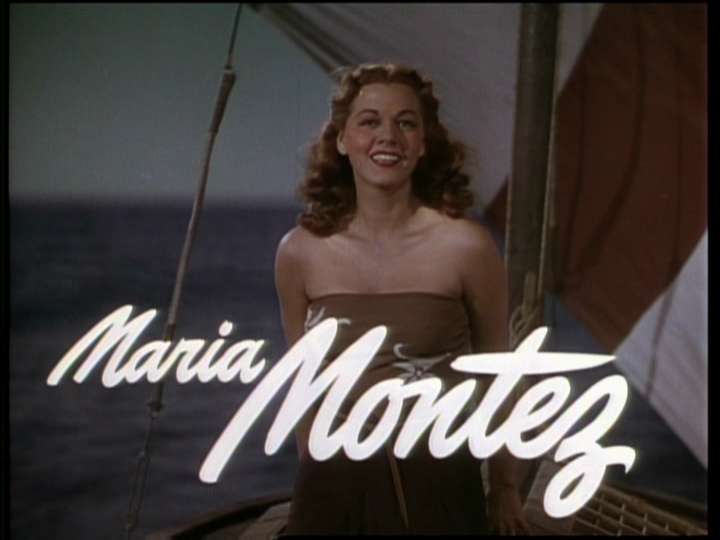
María Montez i trailern till Cobraön (1944)

Maria Montez (eg. María África Vidal de Santo Silas), född 6 juni 1917 i Barahona, Dominikanska republiken, död 7 september 1951 i Suresnes, Frankrike, var en amerikansk skådespelare.
Hon var dotter till Spaniens konsul i Dominikanska republiken. 1932 gifte hon sig med en amerikan som arbetade på en bank i hennes hemstad, och på så sätt kom hon så småningom till USA. Äktenskapet slutade i skilsmässa, men Montez stannade kvar i New York och fick arbete som fotomodell.
Hon gjorde filmdebut 1940. Trots att hon inte var någon speciellt duktig skådespelerska, blev hon enormt populär som exotisk skönhet i ökenromantiska filmer. När hennes popularitet började dala (delvis på grund av viktproblem), begav hon sig till Europa tillsammans med sin andre man (från 1943), den franske skådespelaren Jean-Pierre Aumont. I äktenskapet föddes dottern Tina Aumont (född 14 februari 1946, död 28 oktober 2006; skådespelerska).
Hon medverkade därefter i några franska och italienska filmer.
Montez fick en hjärtattack när hon tog ett bad och drunkade i badkaret. Hon vilar på Montparnasse-kyrkogården i Paris.

## Filmografi i urval
- En natt i Rio (1942)
- Tusen och en natt (1942)
- Cobraön (1943)
- Ali Baba och de fyrtio rövarna (1944)
- Zigenerskan (1944)
- Med värjan i hand (1946)
- 1948 – Atlantis
- La vendetta del corsaro (1951)[8]